# Agnaldo dos Santos
Agnaldo dos Santos fue un escultor brasileño, nacido el año 1926 y fallecido el  1962.
Su obra representó la continuidad en Brasil de la escultura africana negra en madera. Ganó el Gran Premio del Festival Internacional de las Artes Negras en Dakar en 1966. 
Su trabajo está presente en la colección del Museo de Bellas Artes de Río de Janeiro y en varios museos brasileños. También estuvo presente en la exposición de Artes Populares del Brasil celebrada en el Grand Palais de París de 1987.